# 파울 파이어아벤트
파울 카를 파이어아벤트(독일어: Paul Karl Feyerabend, 1924년 1월 13일 ~ 1994년 2월 11일)는 오스트리아의 과학철학자이다. UC 버클리에서 철학 교수를 역임하며 현대 과학철학에 크게 공헌했다. 과학의 발전 과정에 있어서의 모든 방법론을 거부하였으며, 과학적 지식을 다른 종류의 지식과 구분할 수 있는 어떤 특성도 존재하지 않는다고 주장하였다.

## 생애
폴 파이어아벤트는 1924년 오스트리아의 빈에서 태어났다. 그는 빈에서 초등학교, 고등학교 시절을 보냈다. 1943년 그는 독일군에 입대하여 철십자 훈장을 수여받았다. 군 복무 기간 중 그는 동부 전선에서 척추에 유탄을 맞았고, 남은 생애 동안 다리를 절어야 했다.
1947년에 빈 대학교에 입학하여 연극학, 역사, 사회학, 물리학, 수학, 천문학을 공부하였으며 1951년 철학으로 박사 학위를 취득하고서 영국 문화원(British Council)의 장학금 지원을 받아 런던 정치경제대학교로 가서 칼 포퍼 아래에서 연구하였다. 처음에는 포퍼의 반증주의적 과학관을 존경하였지만 뒤에 포퍼의 과학관을 철저히 비판하게 된다. 1955년 이후 1990년까지 UC 버클리, 오클랜드 대학교, 서섹스 대학교, 예일 대학교, 런던 대학교, 베를린 대학교, ETH 취리히 등에서 교수직을 맡았다. 마지막엔 UC 버클리와 ETH 취리히의 두 군데에서 동시에 교수직을 가지고 있었다. 은퇴 이후 1990년에 UC 버클리와 ETH 취리히에서 명예교수직을 받았다.
이 기간 동안 파이어아벤트는 과학에 대한 비판적인 입장을 전개하였다. 그는 자신의 과학철학을 스스로 아나키즘적, 다다이즘적이라고 평가했다. 파이어아벤트는 런던 정치경제대학의 러커토시 임레와 함께 과학적 방법론에 대한 옹호와 비판을 주제로 책을 쓰려 했다. 이 계획은 1974년 러커토시의 갑작스러운 죽음으로 인해 무산되었고, 파이어아벤트는 자신이 맡은 부분을 《반방법론》이라는 제목으로 출간하였다.
1989년 UC 버클리를 떠난 파이어아벤트는 1991년 학계에서 은퇴한 후 1994년 스위스에서 숨을 거두었다.

## 사상

### 과학철학
파이어아벤트는 과학자들이 항상 사용하는 일반적인 과학적 방법론은 존재하지 않는다고 역설하였다. 그는 정해진 방법론이야말로 과학자들의 자유로운 사고를 방해함으로써 과학적 진보를 막는다고 생각했다. 파이어아벤트는 토머스 쿤의 패러다임 이론을 부분적으로 수용하면서, 한 이론이 다른 이론으로 대체되는 과정은 이성적 요소가 아닌 미적 요소에 의해 결정된다고 주장하였다. 그는 코페르니쿠스 혁명과 갈릴레오 등의 과학사적 사례 연구를 통해 자신의 주장을 뒷받침하려 노력하였다.
파이어아벤트는 귀납을 강조하는 논리실증주의와 이에 대한 대안으로 부각된 칼 포퍼의 반증주의 양쪽에 대해 부정적인 입장을 취했다. 그는 관찰이나 반증주의적 논박 모두 과학과 과학이 아닌 것의 경계 조건을 설정하려는, 실패할 수밖에 없는 시도로 보았다. 라카토쉬 임레의 연구 프로그램 이론에 대해서는 이론 자체의 모호함이 자신이 주창한 아나키즘적 과학론으로 귀결될 수밖에 없다는 유보적인 태도를 취했다.
또한 파이어아벤트는 현대 사회에서 과학이 차지하고 있는 지위가 중세 기독교, 나치즘과 마찬가지로 위험한 교조라고 보았다. 그는 심지어 과학의 억압으로부터 사회를 해방시켜야 한다고 주장하기도 했다. 그의 사상은 과학의 발전을 인문사회적 결과로 해석하는 스트롱 프로그램의 성립에 영향을 주었다.

### 민주적 상대주의
그는 과학지식만이 신뢰할 수 있는 유일한 지식이며, 이러한 지식의 확보는 과학의 방법에 의해 가능하다는 과학주의에 반대한다. 즉, 과학주의가 권력과 손을 잡고 행정과 교육과 정치 등 인간 생활 전반을 규제하고 있는 현대사회를 비판하고 있는 것이다. 그가 원하는 사회는 다양성이 허용되고 개인의 자유로운 선택이 존중받는 ‘민주적 상대주의’이다. 그는 ‘자유를 증대하고 풍요로운 삶과 보람된 삶을 살려고 하는 노력’을 옹호하고 ‘전인적으로 발전된 인간을 길러내고 또 길러낼 수 있는 개성의 함양’을 지지한다. 그리고 조상들이 유일하게 참되다고 생각 한 종교의 속박에서 우리를 해방시켰듯이 이데올로기적으로 경직된 과학의 속박에서 이 사회를 해방 시키는 것이라고 말한다. 파이어아벤트가 이상적으로 생각한 사회는 '모든 지식이 동등하게 취급되는 사회'이다.

## 비판
만약 과학에 어떤 보편적인 원리가 있다면 그것은 “어떻게 해도 좋다(anything goes)”라는 것이라는 그의 주장은 포퍼 등 기존의 과학철학자들로부터 급진적인 상대주의라는 비판을 받았다.

## 주요 저작
- 이성이여 안녕(Farewell to Reason)

이 책은 이성 중심, 과학 중심의 근대 이후 서구 세계관에 대한 일종의 선전 포고이며, 과학이 가장 신뢰할 만한 지식이라는 상식에 대한 강력한 도전이다. 과학이나 신화나 미신, 점성술과 비교해서 결코 우월한 지식일 수 없다는 파이어아벤트의 결론은 고유한 과학적 방법이 존재하지 않는 다는 통찰에 근거하고 있다.
과학은 논리적 성격을 지닌 지식이 아니라 역사적 성격을 지닌 지식이기 때문에 몇가지 규칙으로 설명될 수 있을 정도로 그렇게 단순하지 않다는 것이다. 따라서 채택할 수 있는 유일한 과학적 방법은 ‘어떻게 해도 좋다’는 것이다.
- 반방법론(Against Method : Outline of an Anarchistic Theory of Knowledge)

## 같이 보기
- 과학철학
- 상대주의
- 칼 포퍼
- 토머스 쿤
- 러커토시 임레
- 방법론적 아나키즘